# Valeriana (cidade)
Valeriana era uma antiga cidade maia no estado mexicano de Campeche, perto de sua fronteira com o estado de Quintana Roo. Sua descoberta foi anunciada em outubro de 2024, e o local recebeu o nome de um lago adjacente. Próximo à rodovia 269 e ao atual povoado de Dos Lagunas, no sudeste do País.

## Descrição
Situado na Península de Yucatán com cerca de 130 km², Valeriana possui o estilo e a arquitetura correspondente aos do sítios arqueológicos de Chactún-Tamchen, localizado à sudeste. A cidade contém várias praças, pirâmides de templos, uma quadra de jogos de bola maia (ritual cerimonial) e, um reservatório para represar água, todos indicativos de uma capital política. Os pesquisadores estimam que o local contém mais de 6,5 mil estruturas.
Características arquitetônicas particulares conhecidas como "conjunto do Grupo E" indicam que a data de fundação é anterior a 150 d.C. (no período pré-clássico tardio), e a cidade provavelmente floresceu durante o período clássico da civilização maia (c. 250 d.C.). A densidade de aglomerados de edifícios em Valeriana é considerada pelos pesquisadores como a segunda maior, perdendo apenas para Calakmul. Estima-se uma população entre 30 mil e 50 mil pessoas no auge da cidade, entre 750 e 850 d.C.

## Descoberta
Os pesquisadores sabem desde a década de 1970 que a área ao redor da vila de Xpujil foi densamente povoada e projetada durante o período clássico da civilização maia, mas os exames arqueológicos da área são escassos.
A descoberta de Valeriana foi feita por equipe do estudante de doutorado norte-americano de arqueologia Luke Auld-Thomas, apoiado por pesquisadores das instituições: Universidade Tulane, Instituto Nacional de Antropologia e História do México, Universidade do Norte do Arizona, Centro Nacional de Mapeamento a Laser Aerotransportado da Universidade de Houston. Foram usados dados de sensores LiDAR (Light Detection and Ranging), que permitem obter modelos do terreno de alta resolução através da cobertura florestal, tendo sido utilizado para descobrir outros sítios maias desconhecidos no passado. No entanto, por ser caro, esses pesquisadores usaram dados LIDAR preexistentes de um projeto de monitoramento florestal de 2013 da filial mexicana da The Nature Conservancy. Os pesquisadores planejam mais trabalho de campo, descrevendo as ruínas como "escondidas à vista de todos" a apenas 15 minutos da Rodovia Federal 186, perto de Xpujil e de terras agrícolas cultivadas.
Os pesquisadores deram-lhe o nome de "Valeriana" devido a um lago próximo, a "Laguna La Valeriana", cujo leito seco tinha sido usado por traficantes de drogas como pista de pouso.

## Importância
A descoberta de Valeriana é importante para compreender a organização político-social dos maias, pois possui características típicas de uma capital política maia, sugerindo ter exercido um importante papel na história regional, com uma rede complexa urbana e rural de residências e estradas.

E também poder compreender como a arquitetura maia resistiu ao tempo (1,5 mil anos). Usando possíveis técnicas arquitetônicas de aumento da resistência, como a incorporação na argamassa de materiais semelhante a borracha e cinza vulcânica.